# أولاد موسي بن احمد الشماليين (بني بو حدون الشماليين)
أولاد موسي بن احمد الشماليين هو دُوَّار يقع بجماعة رأس عصفور، إقليم جرادة، جهة الشرق في المملكة المغربية. ينتمي الدوّار لمشيخة بني بو حدون الشماليين التي تضم 5 دواوير. يقدر عدد سكانه بـ 96 نسمة حسب الإحصاء الرسمي للسكان والسكنى لسنة 2004.

## روابط خارجية
- البوابة الوطنية للجماعات الترابية
- المندوبية السامية للتخطيط